# Sarbecovirus
I Sarbecovirus sono un sottogenere di virus appartenente al genere Betacoronavirus, classificati come gruppo "B", o "beta", o "2".
I sarbecovirus, a differenza degli embecovirus e degli alfacoronavirus, nell'open reading frame ORF1 hanno solo una proteinasi simile alla papaina (PLpro) anziché due.

## Generi, sottogeneri e specie
- Genere Betacoronavirus
  - Sottogenere: Sarbecovirus
    - Specie: SARS-related coronavirus
      - Sottospecie: SARS-CoV; SARS-CoV-2; SL-CoV-WIV1; SARSr-CoV HKU3; SARSr-CoV RP3; RsSHC014